# Звонкая зубная аффриката
Звонкая зубная аффриката — согласный звук, встречающийся в ряде языков. В МФА транскрибируется как ⟨d̪͡z̪⟩ с использованием символа для звонкой альвеолярной аффрикаты и диакритического знака для зубных согласных.

## Артикуляционные характеристики
- По способу образования — аффриката, представляющая собой слитное произнесение смычного согласного с последующим фрикативным размыканием
- По месту образования — зубной согласный, произносимый при помощи передней части языка, поднятой к верхним зубам.
- По типу фонации — звонкий согласный, в котором присутствуют колебания голосовых связок.
- По типу образования воздушного потока — пульмонический согласный, произносимый при помощи воздушной потока из лёгких.

## Распространение
| Language   | Language           | Word | IPA       | Meaning   | Notes                                                                       |
| ---------- | ------------------ | ---- | --------- | --------- | --------------------------------------------------------------------------- |
| бирманский | бирманский         | အညာသား  | [ʔəɲàd̪͡ðá] | "большой" | обычная реализация [ð]                                                      |
| английский | гиберно-английский | they | [d̪͡ðeɪ̯]    | "они"     | соответствует [ð] в других диалектах, может реализовываться как [d̪]         |
| английский | нью-йоркский       | they | [d̪͡ðeɪ̯]    | "они"     | соответствует [ð] в других диалектах, может реализовываться как [d̪] или [ð] |
| английский | новозеландский     | they | [d̪͡ðæe̯]    | "они"     | возможная реализация Шаблон:IPAslink                                        |